# Cabinet (Zigarettenmarke)

Zigarettenschachtel

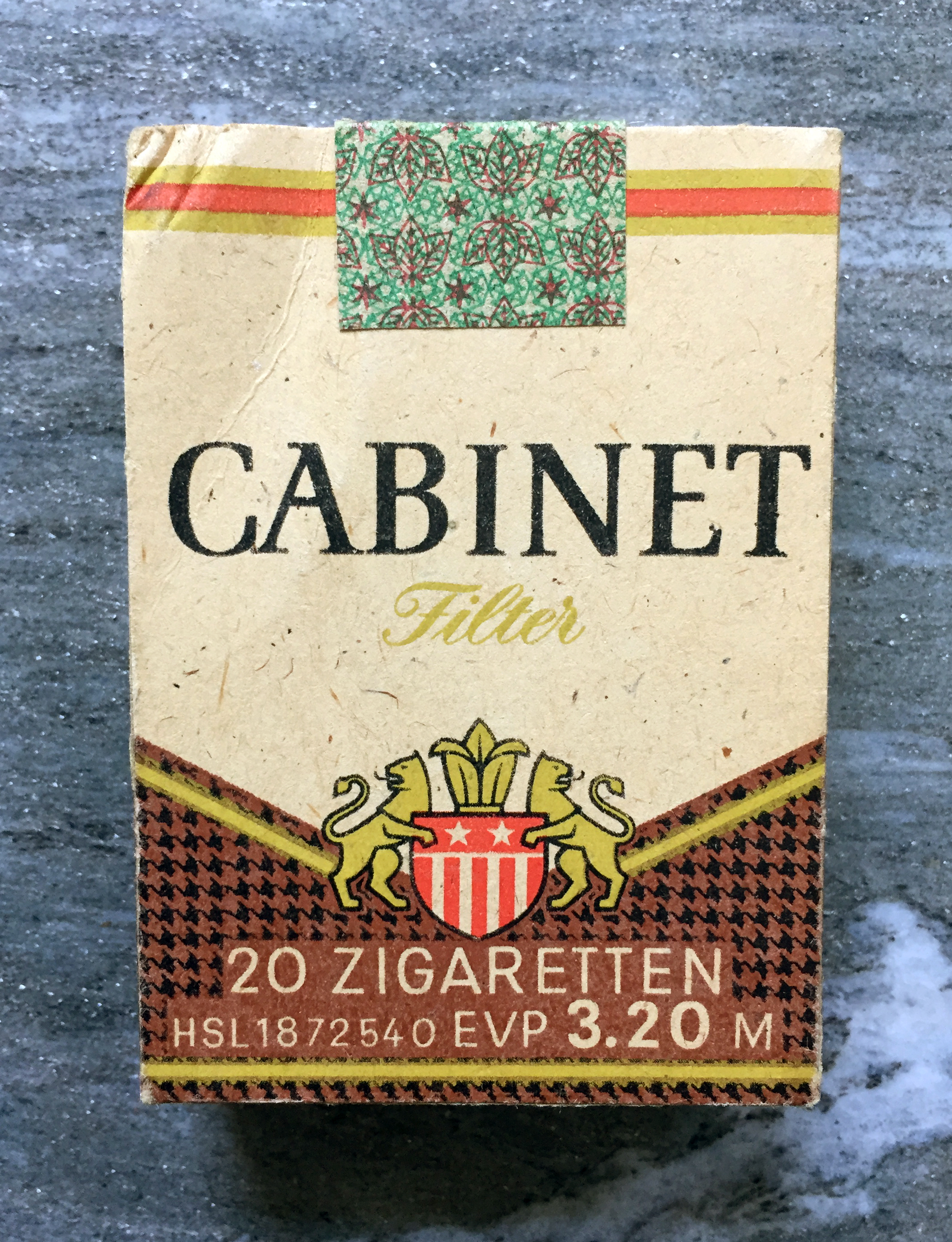
Cabinet Filter 20 Zigaretten EVP 3,20 M / VEB Kombinat Tabak Dresden, 1989

Cabinet ist eine deutsche Zigarettenmarke aus der zum Konzern Imperial Tobacco gehörenden Reemtsma Cigarettenfabriken GmbH und ist hauptsächlich in den neuen Bundesländern erhältlich.

## Geschichte
Cabinet-Zigaretten wurden in der DDR 1972 eingeführt und vom Volkseigenen Betrieb VEB Tabak Nordhausen wie auch von den Vereinigten Zigarettenfabriken Dresden produziert (beide bis 1990 im Kombinat Tabak). Vor der Wende lag die monatliche Produktion bei etwa 800 Millionen Zigaretten und der Marktanteil lag 1989 bei 33 Prozent. Nach der Wende übernahm zunächst Reemtsma die Produktion, der Marktanteil sank auf zehn Prozent ab. Die Produktion fand bis Ende der 1990er Jahre in Nordhausen statt, dann wurde der Standort geschlossen und die Produktion im Stammwerk Langenhagen fortgesetzt. Hier wurden dann auch neue Varianten eingeführt und der Geschmack verändert. Die Marke wurde vor dem Tabakwerbeverbot im Fernsehen, im Kino, auf Plakaten etc. mit dem Slogan „Von Mensch zu Mensch“ beworben. Tabakwerbung ist heute in Deutschland nur noch am Verkaufsort erlaubt und dort wird der Slogan weiterhin benutzt. Heutzutage ist nur noch die Sorte Cabinet Original, welche von Cabinet Würzig umbenannt wurde erhältlich, aufgrund von EU-Richtlinien, die verharmlosende Begriffe, wie „Würzig“, „Mild“ oder „Naturrein“ verbieten. Cabinet ist aktuell in drei Packungsgrößen erhältlich: 20 Stk., 26 Stk. und 43 Stk., die 2025 angepasst wurden. Zuvor waren es 20 Stk., 27 Stk. und 45 Stk.
| Cabinet Original (Cabinet Würzig) | Cabinet Original (Cabinet Würzig) |
| --------------------------------- | --------------------------------- |
| Teer:                             | 10 mg                             |
| Nikotin:                          | 0,9 mg                            |
| Kohlenmonoxid:                    | 10 mg                             |
| Tabakzusatzstoffe:                | Wasser, Stickstoff                |
| Stand 03/2007.                    |                                   |

| Cabinet Red        | Cabinet Red        |
| ------------------ | ------------------ |
| Teer:              | 8 mg               |
| Nikotin:           | 0,7 mg             |
| Kohlenmonoxid:     | 8 mg               |
| Tabakzusatzstoffe: | Wasser, Stickstoff |
| Stand 03/2007.     |                    |

| Cabinet Blue       | Cabinet Blue       |
| ------------------ | ------------------ |
| Teer:              | 6 mg               |
| Nikotin:           | 0,5 mg             |
| Kohlenmonoxid:     | 6 mg               |
| Tabakzusatzstoffe: | Wasser, Stickstoff |
| Stand 03/2007.     |                    |

| Cabinet Gold       | Cabinet Gold       |
| ------------------ | ------------------ |
| Teer:              | 2 mg               |
| Nikotin:           | 0,2 mg             |
| Kohlenmonoxid:     | 2 mg               |
| Tabakzusatzstoffe: | Wasser, Stickstoff |
| Stand 03/2007.     |                    |

| Cabinet Fresh      | Cabinet Fresh                                                                            |
| ------------------ | ---------------------------------------------------------------------------------------- |
| Teer:              | 6 mg                                                                                     |
| Nikotin:           | 0,5 mg                                                                                   |
| Kohlenmonoxid:     | 6 mg                                                                                     |
| Tabakzusatzstoffe: | Wasser, L-Menthol, Aroma, Stickstoff. Die Aromastoffe sind zum Teil im Filter enthalten. |
| Stand 03/2007.     |                                                                                          |